# Oza dos Ríos
Oza dos Ríos is een  voormalige gemeente in de Spaanse provincie A Coruña in de regio Galicië met een oppervlakte van 72 km². In 2001 telde Oza dos Ríos 3151 inwoners.
Tot 2013 was Oza dos Ríos een zelfstandige gemeente. Dat jaar werd het met Cesuras samengevoegd tot de nieuwe fusiegemeente Oza-Cesuras. 

## Demografische ontwikkeling
Bron: INE, 1857-2011: volkstellingen